# Mallestiger Mittagskogel
Der Mallestiger Mittagskogel, slowenisch Maloško poldne, ist ein Gipfel der Karawanken zwischen Villach im Kärntner Drautal und dem slowenischen Jesenice im Tal der Sava Dolnika.

## Lage und Landschaft
Der Gipfel liegt in den Westkarawanken (Mittagskogelgruppe), südlich des Ausgangs des Gailtals und des Faaker Sees, an der österreichisch-slowenischen Grenze. Der auf der Österreichischen Karte (ÖK) geführte Gipfel Mallestiger Mittagskogel mit 1801 m ü. A. liegt knapp 200 Meter nordwestlich im Gemeindegebiet von Finkenstein am Faaker See, Bezirk Villach-Land, die Landesgrenze befindet sich auf dem in der ÖK nur als Kote 1823 benannten höheren Gipfel mit dem Grenzstein XXVIII 1 (⊙), zum Gemeindegebiet Kranjska Gora, Region Gorenjska, der ebenfalls unter dem Namen angegeben wird. Für den Gipfel 1801 findet sich auch der Name Ojstra peč.

## Name
Wie etliche andere Karawankengipfel auch ist der Berg ein Zwölf-Uhr-Zeigeberg, er hat seinen Namen von der alten Ortschaft Mallestig (heute Ortskern von Finkenstein) her. Slowenisch poldne bedeutet ebenfalls ‚Mittag[sberg]‘.

## Geologie
Der ganze Hauptgrat der Karawanken vom nahen Techantinger- und Mallestiger Mittagskogel bis zum Schwarzkogel wird aus Schlerndolomit aufgebaut, sodass in diesem Kammabschnitt an die Dolomiten erinnernde, schroffe Zinnenformen vorherrschen.

## Wege
Der Mallestiger Mittagskogel kann bestiegen werden:
- von Österreich aus
  - von Altfinkenstein über Gasthof Baumgartnerhof (Parkplatz 960 m, Weg 683) über altes Zollhaus und Mitzl-Moitzl-Hütte auf den Grenzgrat und von Südosten auf den Gipfel
  - von Altfinkenstein, oder Kanzianiberg über Illitsch, zum Jagdhaus Urschitzhütte und von Nordwesten auf den Gipfel
- von Slowenien aus von Srednji vrh bei Granska Gora (960 m) durch das Hladniktal
- außerdem liegt der Berg als Abstecher vom Karawanken-Höhenweg (Variante des Südalpenweg, Österreichischer Weitwanderweg 03), auf der beim Wurzenpass (1073 m) beginnenden Teilstrecke.

Am Mallestiger Mittagskogel befindet sich der Rotschitza-Klamm-Klettersteig.